# Cobiliță

Cobiliță

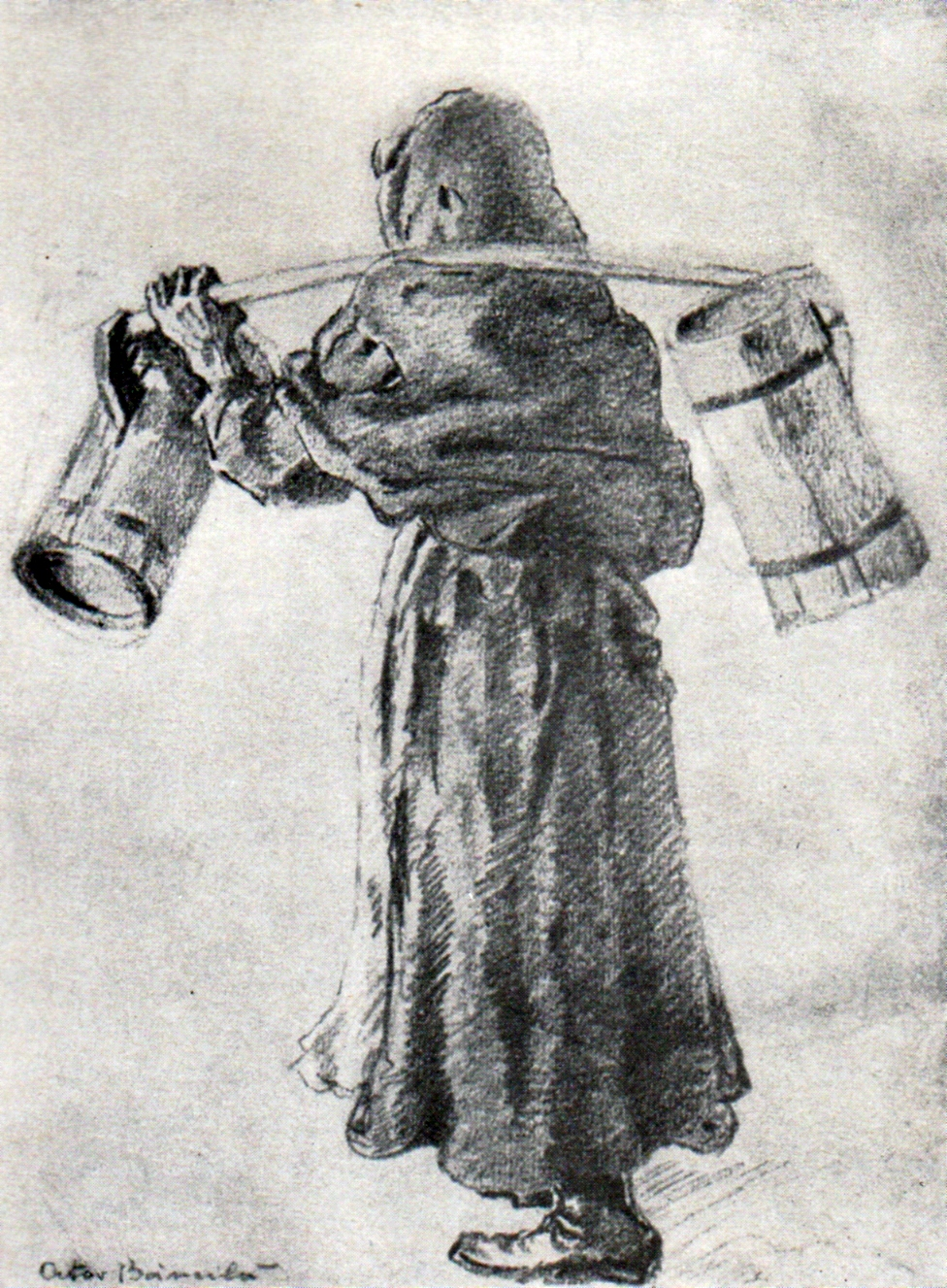
Femeie cu cobilița – studiu de Octav Băncilă

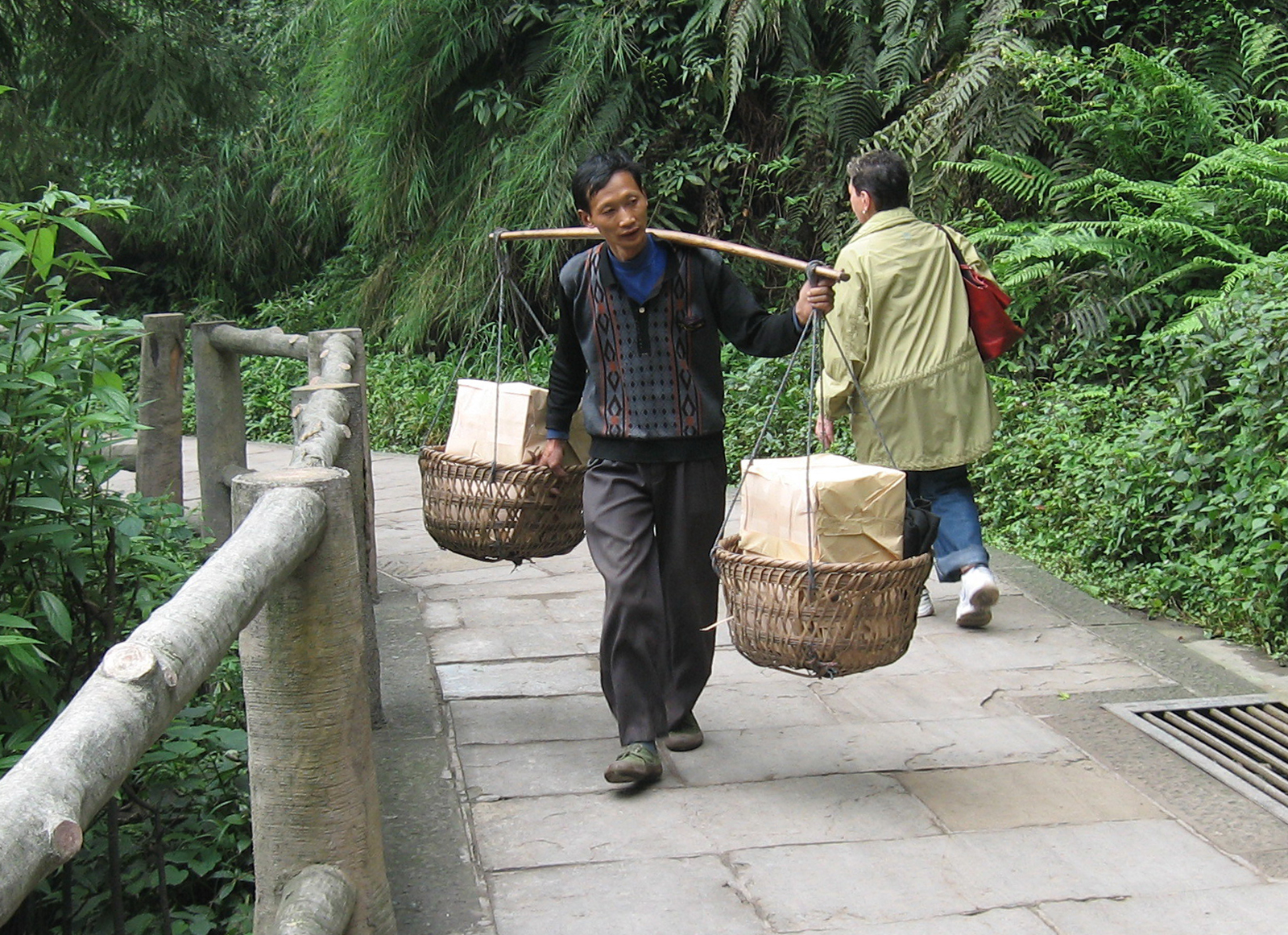
Cobiliță folosită în China

Cobilița este o bucată de lemn curbată, cu toarte, cârlige sau crestături la cele două capete, care se poartă pe umeri și servește la transportarea găleților, a cofelor, a coșurilor ori a altor greutăți.
La Muzeul Național al Satului „Dimitrie Gusti” din București este expusă o cobiliță din lemn de frasin, segmentat cu fierăstrăul, cioplit cu securea, încovoiat la cald, scobit lăcașurile găleților cu securea, crestat și incizat motive cu cuțitul. Decorul este dispus pe fața exterioară, spre cele două capete; succesiune de dreptunghiuri alternând cu triunghiuri. Motive decorative geometrice - dreptunghiuri hașurate în diagonală și triunghiuri conturate.
La Institutul de Cercetări Eco-Muzeale „Simion Gavrilă” din Tulcea este expusă o cobiliță din lemn de frasin; încovoiat; cioplit; încrustat, cu următoarele dimensiuni: în curbură: 45 cm; la partea inferioară: 80 cm; la partea superioară: 22 cm; la toartă: 56 cm; la ureche: 3 cm.